# Bargebek
Bargebek (Fries: De Bargebek) is een buurtschap en veldnaam in de gemeente De Friese Meren, in de Nederlandse provincie Friesland. Bargebek ligt ten noordwesten van Lemmer, tussen de dorpen Wijckel en Balk.

## Geschiedenis
De buurtschap is op het einde van 19e en begin van de twintigste eeuw ontstaan. De buurtschap ontstond bij de buitenplaats Jagtlust, in een gebied dat al Bargebek werd genoemd. Deze veldnaam verwees naar het feit dat het gebied de vorm had van een varkenssnuit (het Friese woord voor varken is baarch).
In 1888/89 kreeg de plaats een kerk. De gereformeerde kerk werd Eben Haezer genoemd. In 1907 werd er een pastorie bij gebouwd. In 1982 werd de kerk verkocht aan de koster van de kerk en is later tot een opslagruimte verbouwd. Aan de buitenkant is de kerk zo goed als intact gebleven.
Ondanks dat in Bargebek een kerk stond werd werd het geen dorp genoemd. De plaats groeide wel gestaag door. Langs de Jachtlustweg, het Lunenburgpaed en een stukje van de Menno van Coehoornweg is er sprake van een bebouwde kom maar deze kern kent anno 2019 noch blauwe, noch witte plaatsnaamborden, Naast de eerder genoemde wegen vallen de wegen de Sânmar, Lynbaen, Vogelzangwei, en de Munnikeleane onder het gebied van de buurtschap. In de hoek van de Munnikeleane en de Suderséwei is er een klein los buurtje gelegen. Bargebek kent anno 2019 meerdere grotere bedrijven en enkele winkels. Het heeft verder een huisartsenpraktijk, tankstation en een herberg/café, herberg Boswijck.
Tot 1984 behoorde Bargebek tot de gemeente Gaasterland, waarna het tot de gemeente Gaasterland-Sloten behoorde. Sinds 2014 ligt het in de gemeente De Friese Meren.
Hoofdplaats: Joure     Stad: Sloten

Dorpen en gehuchten: Akmarijp · Bakhuizen · Balk · Bantega · Boornzwaag · Broek · Delfstrahuizen · Dijken · Doniaga · Echten · Echtenerbrug · Eesterga · Elahuizen · Follega · Goingarijp · Harich · Haskerhorne · Idskenhuizen · Kolderwolde · Langweer · Legemeer · Lemmer · Mirns · Nijehaske · Nijemirdum · Oldeouwer · Oosterzee · Oudega · Oudehaske · Oudemirdum · Ouwster-Nijega · Ouwsterhaule · Rijs · Rohel · Rotstergaast · Rotsterhaule · Rottum · Ruigahuizen · Scharsterbrug · Sint Nicolaasga · Sintjohannesga · Snikzwaag · Sondel · Terhorne · Terkaple · Teroele · Tjerkgaast · Vegelinsoord · Wijckel

Buurtschappen: Ballingbuur · Bargebek · Boornzwaag over de Wielen · Brekkenpolder · Commissiepolle · De Rijlst · Delburen · Finkeburen · Heide · Hooibergen · Nieuw Amerika · Onland · Schoterzijl (deels) · Schouw · Spannenburg · Tacozijl · Trophorne · Tweehuis · Vierhuis · Vrisburen · Westerend-Harich · Zevenbuurt

Friesland: Steden en dorpen      Nederland: Provincies · Gemeenten